# درب الضياع
درب الضياع هو فيديو موسيقي إماراتي اجتماعي توعوي، من إنتاج وزارة الثقافة والشباب وتنمية المجتمع بالتعاون مع الإدارة العامة لمكافحة المخدرات بشرطة دبي . الكليب من إخراج صابر الذبحاني ، وأداء الفنان حسين الجسمي، وكلمات الشاعر أنور المشيري . صدر عام 2011/2012 كجزء من حملة لمكافحة المخدرات، ويتناول قصة شاب يتعرض للإدمان وتأثيراته السلبية على حياته وعائلته.

## خلاصة القصة
يتتبع الفيديو قصة شاب يقع في براثن الإدمان على المخدرات، ويستعرض بشكل درامي الآثار المأساوية التي يسببها إدمانه على حياته وعائلته. تم إنتاج الكليب بهدف توعوي، لتعزيز الوعي بمخاطر تعاطي المخدرات وتأثيراتها المدمرة على الشباب.

## طاقم العمل
- المخرج: صابر الذبحاني [2]
- المغني: حسين الجسمي
- مؤلف الأغنية: أنور المشيري [2]
- منتج منفذ: ليالينا للإنتاج السينمائي [1]
- إشراف عام: حاتم صلاح الدين
- الممثلون: يوسف التاجر، زكريا الصريمي، عمار حسين
- مدير التصوير: ثروت شهدة
- مدير فني: سام
- مونتاج: أيهم القنطار
- الجهات المنتجة: وزارة الثقافة والشباب وتنمية المجتمع والإدارة العامة لمكافحة المخدرات بشرطة دبي [2]

## الجوائز والتكريمات
🏆 الجوائز والتكريمات
حصل الفيديو كليب "درب الضياع" على جائزة أفضل إنتاج فيديو كليب ضمن الدورة الثانية عشرة من مهرجان أوسكار الفيديو كليب في القاهرة عام 2011–2012

كُرّم صابر الذبحاني، مخرج الكليب، من قِبل وزارة الثقافة والشباب وتنمية المجتمع بدبي تقديراً لهذا الإنجاز الإبداعي والتوعوي

🎭 مشاركات عمل "درب الضياع"
أُعيد بث الكليب وتناوله إعلاميًا في وسائل عدّة، حيث نقلت جريدة البيان قصة العمل كأغنية صورية تحمل رسالة مجتمعية، وتعاونت شرطة دبي مع وزارة الثقافة لإنتاجه كجزء من جهود التوعية ضد المخدرات

ذَكر بلال البدور، وكيل وزارة الثقافة المساعد، أن فوز العمل يمثل ترجمة حقيقية لتوجهات الدولة نحو دعم الوعي الشبابي، واستجابة لهدف الحكومة في تعزيز الثقافة المجتمعية

🎙️ إنجازات فنية شخصية
صابر الذبحاني: نال التكريم عن إخراج العمل الفائز، ووُصف كأحد أبرز المخرجين المتخصصين في الأعمال الفنية التوعوية التي تحمل رسائل اجتماعية مباشرة

حسين الجسمي: شارك بصوته في الكليب، وقد ذكرت تقارير أن مشاركته أتت بلا أجر كجزء من مساعيه في دعم حملات التوعية الشبابية الإماراتية

## روابط خارجية
- صفحة الأغنية على موقع IMDb
- الفيديو الرسمي على قناة شرطة دبي
- مقال من جريدة البيان (26 أبريل 2012)
- مقال من جريدة البيان (27 سبتمبر 2011)
- مقال من جريدة البيان (9 مايو 2011)
- مقال من جريدة البيان (2 مارس 2012)
- مقال من جريدة الإمارات اليوم (2 مارس 2012)
- مقال من جريدة الإمارات اليوم (28 سبتمبر 2011)
- مقال من جريدة الخليج (2 مارس 2012)
- مقال من جريدة الاتحاد (2014)